# Кубок европейских чемпионов по волейболу среди женщин 1972/1973
13-й розыгрыш Кубка европейских чемпионов по волейболу среди женщин проходил с 3 ноября 1972 по 11 февраля 1973 года с участием 16 клубных команд стран-членов Европейской комиссии волейбола (ЕКВ). Финальный этап был проведён в Апелдорне (Нидерланды). Победителем турнира впервые стала венгерская команда НИМ ШЕ (Будапешт).

## Команды-участницы
| Страна       | Команда                      |                           |
| ------------ | ---------------------------- | ------------------------- |
| Бельгия      | «Хермес» (Остенде)           | Чемпион Бельгии 1972      |
| Болгария     | «Левски-Спартак» (София)     | Чемпион Болгарии 1972     |
| Венгрия      | НИМ ШЕ (Будапешт)            | Чемпион Венгрии 1972      |
| ГДР          | «Динамо» (Берлин)            | Чемпион ГДР 1972          |
| Греция       | «Панатинаикос» (Афины)       | Чемпион Греции 1972       |
| Израиль      | «Хапоэль» (Ха-Мапил)         | Чемпион Израиля 1972      |
| Италия       | «Фини» (Модена)              | Чемпион Италии 1972       |
| Нидерланды   | «Хааг’68» (Гаага)            | Чемпион Нидерландов 1972  |
| Польша       | «Старт» (Лодзь)              | Чемпион Польши 1972       |
| Румыния      | «Рапид» (Бухарест)           | Чемпион Румынии 1972      |
| СССР         | «Динамо» (Москва)            | Чемпион СССР 1972         |
| Турция       | «Фенербахче» (Стамбул)       | Чемпион Турции 1972       |
| Франция      | «АСПТТ Монпелье» (Монпелье)  | Чемпион Франции 1972      |
| ФРГ          | «Ганновер» (Ганновер)        | Чемпион ФРГ 1972          |
| Чехословакия | «Татран-Стржешовице» (Прага) | Чемпион Чехословакии 1972 |
| Швейцария    | «Уни» (Базель)               | Чемпион Швейцарии 1972    |

## Система проведения розыгрыша
В турнире принимали участие команды 16 стран-членов ЕКВ. Соревнования состояли из 1-го раунда, 1/8 и 1/4 финалов плей-офф и финального этапа.
Финальный этап состоял из однокругового турнира с участием четырёх победителей четвертьфинальных пар.

## 1-й раунд
3 и 12.11.1972
 «Фенербахче» (Стамбул) —  «Панатинаикос» (Афины)
3 ноября. 3:-
12 ноября. 3:1.
От участия в 1-м раунде освобождены:
| «Хермес» (Остенде) «Левски-Спартак» (София) НИМ ШЕ (Будапешт) «Динамо» (Берлин) «Хапоэль» (Ха-Мапил) «Фини» (Модена) «Хааг’68» (Гаага) | «Старт» (Лодзь) «Рапид» (Бухарест) «Динамо» (Москва) «АСПТТ Монпелье» «Ганновер» «Татран-Стржешовице» (Прага) «Уни» (Базель) |

## 1/8 финала
3.12.1972—3.01.1973
 «Динамо» (Москва) свободно от игр
 «Ганновер» —  «Хермес» (Остенде) 
.. декабря. 3:-.
17 декабря. 2:3.
 НИМ ШЕ (Будапешт) —  «Левски-Спартак» (София)
3 декабря. 3:2 (15:5, 10:15, 9:15, 15:1, 15:4).
10 декабря. 2:3 (11:15, 15:8, 15:10, 12:15, 10:15). Общий счёт игровых очков по сумме двух матчей 127:103.
 «Татран-Стржешовице» (Прага) —  «Уни» (Базель)
4 декабря. 3:0 (15:7, 15:1, 15:6).
10 декабря. 3:0.
 «Старт» (Лодзь) —  «Фенербахче» (Стамбул)
21 декабря. 3:0 (15:1, 15:1, 15:7).
3 января. 3:0.
 «Фини» (Модена) —  «АСПТТ Монпелье»
3 декабря. 3:1 (15:8, 15:10, 6:15, 15:12).
 ?:?
 «Хааг’68» (Гаага) —  «Динамо» (Берлин)
.. декабря. ?:?
10 декабря. 0:3.
 «Рапид» (Бухарест) —  «Хапоэль» (Ха-Мапил)
3 декабря. 3:0 (15:1, 15:0, 15:3).
17 декабря. 3:0 (15:3, 15:13, 15:7).

## Четвертьфинал
14—21.01.1973
 «Динамо» (Москва) —  «Ганновер»
3:0.
3:0.
 НИМ ШЕ (Будапешт) —  «Татран-Стржешовице» (Прага)
14 января. 3:0 (16:14, 15:6, 15:4).
19 января. 1:3 (13:15, 16:14, 9:15, 4:15).
 «Рапид» (Бухарест) —  «Динамо» (Берлин)
14 января. 3:0 (15:-, 17:15, 16:14).
21 января. 0:3.
 «Старт» (Лодзь) —  «АСПТТ Монпелье» 
14 января. 3:0.
21 января. 3:0.

## Финальный этап
9—11 марта 1973.  Апелдорн.
Участники:
 «Динамо» (Москва)

 НИМ ШЕ (Будапешт)

 «Динамо» (Берлин)

 «Старт» (Лодзь)
Команды-участницы провели однокруговой турнир, по результатам которого определена итоговая расстановка мест.

### Результаты
| М | Команда           | 1   | 2   | 3   | 4   | И | В | П | С/П | О |
| - | ----------------- | --- | --- | --- | --- | - | - | - | --- | - |
| 1 | НИМ ШЕ (Будапешт) |     | 3:0 | 3:1 | 3:0 | 3 | 3 | 0 | 9:1 | 6 |
| 2 | «Динамо» (Москва) | 0:3 |     | 3:0 | 3:1 | 3 | 2 | 1 | 6:4 | 5 |
| 3 | «Старт» (Лодзь)   | 1:3 | 0:3 |     | 3:1 | 3 | 1 | 2 | 4:7 | 4 |
| 4 | «Динамо» (Берлин) | 0:3 | 1:3 | 1:3 |     | 3 | 0 | 3 | 2:9 | 3 |

9 февраля
 НИМ ШЕ —  «Динамо» Москва
3:0 (15:4, 15:8, 16:14).
 «Старт» —  «Динамо» Берлин
3:1 (15:6, 16:14, 10:15, 15:2).
10 февраля
 «Динамо» Москва —  «Старт»
3:0 (15:11, 15:9, 15:13).
 НИМ ШЕ —  «Динамо» Берлин
3:0 (16:14, 15:9, 15:4).
11 февраля
 НИМ ШЕ —   «Старт»
3:1 (15:1, 15:17, 15:8, 15:6).
 «Динамо» Москва —  «Динамо» Берлин
3:1 (16:14, 15:11, 8:15, 15:13).

### Итоги

#### Положение команд
| НИМ ШЕ (Будапешт)    |
| «Динамо» (Москва)    |
| «Старт» (Лодзь)      |
| 4. «Динамо» (Берлин) |

#### Призёры
НИМ ШЕ (Будапешт): Луция Банхедь-Радо, Илона Бузек-Маклари, Каталин Хусар-Вебер, Каталин Штейнер-Папп, Эва Салаи-Шёбек, Юдит Герхардт-Кишш, Каталин Халас-Марчиш, Эмёке Энекеш, Габриэлла Бек, Беатрикс Фаркаш. Тренер — Габор Эра.
  «Динамо» (Москва):  Лариса Андронова, Марионна Батутите, Лариса Берген, Людмила Булдакова, Ирина Ефремова, Людмила Олисова, Роза Салихова, Нина Смолеева, Татьяна Талина, Татьяна Третьякова, Зоя Юсова. Тренер — Гиви Ахвледиани.
  «Старт» (Лодзь).